# Peter Doohan
Pour les articles homonymes, voir Doohan.
Peter Doohan, né le 2 mai 1961 à Newcastle en Nouvelle-Galles du Sud et mort le 21 juillet 2017, est un joueur de tennis australien.
Il est surtout connu pour avoir battu en 1987 le double tenant du titre, Boris Becker no 2 à l'ATP au 2e tour du tournoi de Wimbledon, alors qu'il n'était lui classé que 70e, sur le score de 7-6, 4-6, 6-2, 6-4. À noter que Boris Becker l'avait battu au Tournoi du Queen's deux semaines plus tôt (2-6, 4-6). La presse anglophone l'a ensuite surnommé The Becker Wrecker (le démolisseur de Becker).

## Carrière
Après une finale en 1981, il remporte les championnats universitaires NCAA en double en 1982 avec Pat Serret, représentant l'Université de l'Arkansas.
Fin 1984, classé 121e mondial, il remporte un titre à Adélaïde. En double, il atteint les demi-finales à Wimbledon et remporte son premier tournoi à Tel Aviv. Il a participé à trois autres finales en simple, toutes en Australie entre 1985 et 1987, tandis qu'en double, il est parvenu à remporter 5 tournois et jouer 9 finales dont l'Open d'Australie et les Internationaux du Canada en 1987 avec Laurie Warder, ce qui lui permet de participer au Masters en fin d'année.
Classé seulement 301e au début de l'année 1987 en raison de plusieurs blessures, il atteint les huitièmes de finale de l'Open d'Australie après avoir écarté le 18e, Kevin Curren, puis il enchaîne avec une finale à Sydney en éliminant Anders Järryd et un titre en Martinique qui marque son retour dans le top 100. Lors du tournoi de Wimbledon, après son exploit contre Becker, il se qualifie pour les huitièmes en battant l'américain Leif Shiras 12-10 au 5e set, ce qui lui permet d'atteindre son meilleur classement (43e). Cependant, il ne parvient pas à confirmer cette performance et passe trois saisons à évoluer sur le circuit Challenger aux alentours de la 200e place. Il remporte son dernier titre à San Luis Potosí en 1988 et met un terme à sa carrière après le Tournoi de Wimbledon 1991.
Membre de la sélection australienne lors de la campagne 1987 de Coupe Davis, il a remporté ses trois matchs de double associé à Pat Cash et Wally Masur contre la Yougoslavie, le Mexique et l'Inde.
Depuis la fin de sa carrière, il a dirigé plusieurs clubs de tennis en Alabama, Géorgie, Arkansas et plus récemment à Tulsa en Oklahoma. Atteint par la maladie de Charcot, il meurt en juillet 2017.

## Palmarès

### Titre en simple messieurs
| No | Date       | Nom et lieu du tournoi          | Catégorie | Dotation | Surface      | Finaliste        | Score         |  |
| -- | ---------- | ------------------------------- | --------- | -------- | ------------ | ---------------- | ------------- |  |
| 1  | 17-12-1984 | South Australian Open, Adélaïde |           | 75 000 $ | Gazon (ext.) | Huub van Boeckel | 1-6, 6-1, 6-4 |  |

### Finales en simple messieurs
| No | Date       | Nom et lieu du tournoi          | Catégorie  | Dotation | Surface      | Vainqueur       | Score         |          |
| -- | ---------- | ------------------------------- | ---------- | -------- | ------------ | --------------- | ------------- | -------- |
| 1  | 16-12-1985 | South Australian Open, Adélaïde |            | 80 000 $ | Gazon (ext.) | Eddie Edwards   | 6-2, 6-4      |          |
| 2  | 23-12-1985 | Melbourne Outdoor, Melbourne    | Grand Prix | 80 000 $ | Gazon (ext.) | Jonathan Canter | 5-7, 6-3, 6-4 |          |
| 3  | 26-01-1987 | New South Wales Open, Sydney    |            | 89 400 $ | Gazon (ext.) | Miloslav Mečíř  | 6-4, 6-2      | Parcours |

### Titres en double messieurs
| No | Date       | Nom et lieu du tournoi                               | Catégorie | Dotation  | Surface      | Partenaire         | Finalistes                         | Score         |  |
| -- | ---------- | ---------------------------------------------------- | --------- | --------- | ------------ | ------------------ | ---------------------------------- | ------------- |  |
| 1  | 10-09-1984 | Tournoi de tennis de Tel Aviv Tel Aviv               |           | 75 000 $  | Dur (ext.)   | Brian Levine       | Colin Dowdeswell Jakob Hlasek      | 6-3, 6-4      |  |
| 2  | 08-07-1985 | Volvo Hall of Fame Tennis Championships Newport (RI) |           | 100 000 $ | Gazon (ext.) | Sammy Giammalva Jr | Paul Annacone Christo van Rensburg | 6-1, 6-3      |  |
| 3  | 22-07-1985 | Volvo Tennis-New Jersey championship Livingston      |           | 80 000 $  | Dur (ext.)   | Mike De Palmer     | Eddie Edwards Danie Visser         | 6-3, 6-4      |  |
| 4  | 13-06-1988 | Tournoi de tennis de Bristol Bristol                 |           | 93 400 $  | Gazon (ext.) | Laurie Warder      | Marty Davis Tim Pawsat             | 2-6, 6-4, 7-5 |  |
| 5  | 02-01-1989 | BP Nationals Wellington                              |           | 115 000 $ | Dur (ext.)   | Laurie Warder      | Rill Baxter Glenn Michibata        | 3-6, 6-2, 6-3 |  |

### Finales en double messieurs
| No | Date       | Nom et lieu du tournoi                            | Catégorie           | Dotation  | Surface      | Vainqueurs                    | Partenaire    | Score         |          |
| -- | ---------- | ------------------------------------------------- | ------------------- | --------- | ------------ | ----------------------------- | ------------- | ------------- | -------- |
| 1  | 17-12-1984 | South Australian Open Adélaïde                    |                     | 75 000 $  | Gazon (ext.) | Broderick Dyke Wally Masur    | Brian Levine  | 4-6, 7-5, 6-1 |          |
| 2  | 17-03-1986 | Paine Webber Classic Fort Myers                   |                     | 250 000 $ | Dur (ext.)   | Andrés Gómez Ivan Lendl       | Paul McNamee  | 7-5, 6-4      |          |
| 3  | 29-12-1986 | South Australian Open Adélaïde                    |                     | 89 400 $  | Gazon (ext.) | Ivan Lendl Bill Scanlon       | Laurie Warder | 6-7, 6-3, 6-4 |          |
| 4  | 12-01-1987 | Ford Australian Open Melbourne                    | G. Chelem           | 695 161 $ | Gazon (ext.) | Stefan Edberg Anders Järryd   | Laurie Warder | 6-4, 6-4, 7-6 | Parcours |
| 5  | 26-01-1987 | New South Wales Open Sydney                       |                     | 89 400 $  | Gazon (ext.) | Brad Drewett Mark Edmondson   | Laurie Warder | 6-4, 4-6, 6-2 | Parcours |
| 6  | 10-08-1987 | Player's International Canadian Open Montréal     | Championship Series | 300 000 $ | Dur (ext.)   | Pat Cash Stefan Edberg        | Laurie Warder | 6-4, 3-6, 6-3 |          |
| 7  | 19-09-1988 | Volvo Tennis Los Angeles                          |                     | 297 500 $ | Dur (ext.)   | John McEnroe Mark Woodforde   | Jim Grabb     | 6-4, 6-4      |          |
| 8  | 01-05-1989 | BMW Open Munich                                   |                     | 175 000 $ | Terre (ext.) | Javier Sánchez Balázs Taróczy | Laurie Warder | 7-6, 6-3      |          |
| 9  | 07-08-1989 | GTE US Men's Hardcourt Championships Indianapolis |                     | 300 000 $ | Dur (ext.)   | Pieter Aldrich Danie Visser   | Laurie Warder | 7-5, 7-6      |          |

## Parcours dans les tournois duGrand Chelem

### En simple
| Année | Open d'Australie | Open d'Australie | Internationaux de France | Internationaux de France | Wimbledon       | Wimbledon      | US Open         | US Open    | Open d'Australie | Open d'Australie |
| ----- | ---------------- | ---------------- | ------------------------ | ------------------------ | --------------- | -------------- | --------------- | ---------- | ---------------- | ---------------- |
| 1979  | n.o.             | n.o.             | —                        | —                        | —               | —              | —               | —          | 1er tour (1/32)  | J. Sadri         |
| 1980  | n.o.             | n.o.             | —                        | —                        | 1er tour (1/64) | P. McNamee     | —               | —          | —                | —                |
| 1981  | n.o.             | n.o.             | —                        | —                        | —               | —              | —               | —          | —                | —                |
| 1982  | n.o.             | n.o.             | —                        | —                        | 1er tour (1/64) | B. Drewett     | —               | —          | —                | —                |
| 1983  | n.o.             | n.o.             | —                        | —                        | —               | —              | —               | —          | 1er tour (1/64)  | R. Frawley       |
| 1984  | n.o.             | n.o.             | —                        | —                        | —               | —              | 2e tour (1/32)  | H. Leconte | 1er tour (1/64)  | R. Seguso        |
| 1985  | n.o.             | n.o.             | —                        | —                        | 1er tour (1/64) | S. Edberg      | 1er tour (1/64) | Bo. Becker | 3e tour (1/16)   | J. Kriek         |
| 1986  | n.o.             | n.o.             | 1er tour (1/64)          | J. Fitzgerald            | 1er tour (1/64) | J. Hlasek      | —               | —          | n.o.             | n.o.             |
| 1987  | 1/8 de finale    | A. Järryd        | —                        | —                        | 1/8 de finale   | S. Živojinović | 1er tour (1/64) | B. Gilbert | n.o.             | n.o.             |
| 1988  | 2e tour (1/32)   | H. Leconte       | —                        | —                        | 1er tour (1/64) | K. Flach       | —               | —          | n.o.             | n.o.             |
| 1989  | 1er tour (1/64)  | J. Tarango       | —                        | —                        | —               | —              | —               | —          | n.o.             | n.o.             |
| 1990  | 1er tour (1/64)  | M. Stich         | —                        | —                        | —               | —              | —               | —          | n.o.             | n.o.             |
| 1991  | 1er tour (1/64)  | R. Fromberg      | —                        | —                        | —               | —              | —               | —          | n.o.             | n.o.             |

N.B. : à droite du résultat se trouve le nom de l'ultime adversaire.

### En double
| Année | Open d'Australie           | Open d'Australie          | Internationaux de France | Internationaux de France | Wimbledon                      | Wimbledon                 | US Open                   | US Open                   | Open d'Australie           | Open d'Australie        |
| ----- | -------------------------- | ------------------------- | ------------------------ | ------------------------ | ------------------------------ | ------------------------- | ------------------------- | ------------------------- | -------------------------- | ----------------------- |
| 1979  | n.o.                       | n.o.                      | —                        | —                        | —                              | —                         | —                         | —                         | 1er tour (1/16) C. Miller  | U. Marten T. Furst      |
| 1980  | n.o.                       | n.o.                      | —                        | —                        | 1er tour (1/32) P. Dellavedova | B. Teacher F. Taygan      | —                         | —                         | 1er tour (1/16) C. Miller  | M. Edmondson K. Warwick |
| 1981  | n.o.                       | n.o.                      | —                        | —                        | —                              | —                         | —                         | —                         | —                          | —                       |
| 1982  | n.o.                       | n.o.                      | —                        | —                        | —                              | —                         | 1er tour (1/32) P. Serret | J. Newcombe F. Stolle     | —                          | —                       |
| 1983  | n.o.                       | n.o.                      | —                        | —                        | —                              | —                         | —                         | —                         | 1er tour (1/32) M. Fancutt | W. Masur K. Warwick     |
| 1984  | n.o.                       | n.o.                      | —                        | —                        | 1/2 finale M. Fancutt          | P. Cash P. McNamee        | 2e tour (1/16) M. Fancutt | J. Fitzgerald T. Šmíd     | 1/2 finale M. Fancutt      | M. Edmondson S. Stewart |
| 1985  | n.o.                       | n.o.                      | —                        | —                        | 1er tour (1/32) M. Fancutt     | H. Pfister B. Testerman   | 2e tour (1/16) R. Knapp   | K. Flach R. Seguso        | 1/8 de finale M. De Palmer | C. Miller L. Warder     |
| 1986  | n.o.                       | n.o.                      | —                        | —                        | —                              | —                         | —                         | —                         | n.o.                       | n.o.                    |
| 1987  | Finale L. Warder           | S. Edberg A. Järryd       | —                        | —                        | 1/8 de finale L. Warder        | C. Limberger M. Woodforde | 2e tour (1/16) L. Warder  | J. Lozano T. Witsken      | n.o.                       | n.o.                    |
| 1988  | 1er tour (1/32) L. Warder  | G. Connell G. Michibata   | —                        | —                        | 1/2 finale J. Grabb            | J. Fitzgerald A. Järryd   | 1/8 de finale J. Grabb    | K. Flach R. Seguso        | n.o.                       | n.o.                    |
| 1989  | 1/8 de finale L. Warder    | J. McEnroe M. Woodforde   | 2e tour (1/16) L. Warder | J. Potier T. Tulasne     | 1/4 de finale L. Warder        | J. Frana L. Lavalle       | —                         | —                         | n.o.                       | n.o.                    |
| 1990  | 1er tour (1/32) B. Taróczy | P. Haarhuis M. Koevermans | —                        | —                        | 2e tour (1/16) L. Warder       | J. Bates K. Curren        | 1/8 de finale L. Warder   | A. Järryd C. van Rensburg | n.o.                       | n.o.                    |
| 1991  | 2e tour (1/16) L. Warder   | J. Bates K. Jones         | —                        | —                        | 1er tour (1/32) G. Bloom       | L. Jensen L. Warder       | —                         | —                         | n.o.                       | n.o.                    |

N.B. : le nom du ou de la partenaire se trouve sous le résultat ; le nom des ultimes adversaires se trouve à droite.

## Parcours enCoupe Davis
| Date       | Lieu     | Adversaire  | Surface | Partenaire  | Adversaire                          | Score                     |
| ---------- | -------- | ----------- | ------- | ----------- | ----------------------------------- | ------------------------- |
| 14/03/1987 | Adélaïde | Yougoslavie | Gazon   | Pat Cash    | Igor Flego Slobodan Živojinović     | 9-11, 7-5, 6-3, 6-4       |
| 25/07/1987 | Brisbane | Mexique     | Gazon   | Wally Masur | Leonardo Lavalle Jorge Lozano       | 3-6, 6-4, 4-6, 8-6, 13-11 |
| 03/10/1987 | Sydney   | Inde        | Gazon   | Pat Cash    | Vijay Amritraj Srinivasan Vasudevan | 6-3, 6-4, 6-4             |

## Participation aux Masters

### En double
| Année | Ville   | Surface         | Partenaire    | Résultats | Résultat final |
| ----- | ------- | --------------- | ------------- | --------- | -------------- |
| 1987  | Londres | Moquette indoor | Laurie Warder | 0v, 4d    | Poules         |